# Explorer 54

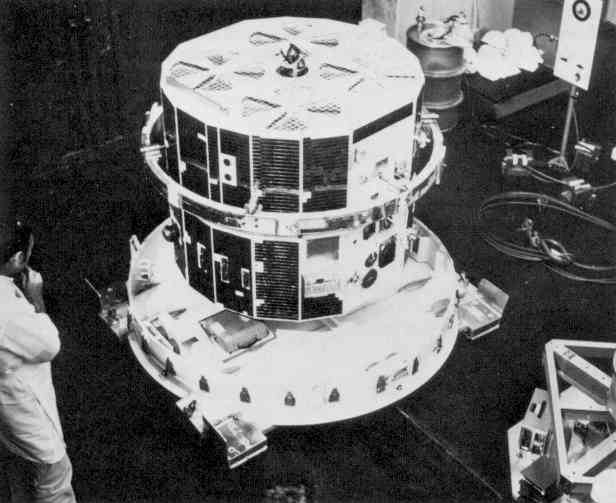
Explorer 54.

Explorer 54, também denominado de AE-D (Atmospheric Explorer D), foi um satélite científico da NASA pertencente à séria Atmosphere Explorer lançado em 6 de outubro de 1975 a partir da Base da Força Aérea de Vandenberg a bordo de um foguete Delta 2910.

## Características
O objetivo da missão do AE-D era continuar os estudos iniciados pelo AE-C sobre os processos químicos e os mecanismos de transferência de energia que controlam a estrutura e o comportamento da atmosfera da Terra e da ionosfera na região de alta absorção de energia solar. O satélite foi injetado em uma órbita quase polar para estudar as regiões em latitudes altas enquanto o Explorer 55 (AE-E) estudava as regiões equatoriais e latitudes baixas. O satélite era do mesmo tipo do AE-C, e a carga era composta pelos mesmos instrumentos, exceto o medidor de radiação solar ultravioleta e o espectrômetro de massas de íons, que foi colocado no Explorer 55. Lamentavelmente, uma falha nos painéis solares que forneciam energia ao satélite resultou no encerramento das operações prematuramente em 29 de janeiro de 1976, depois de pouco menos de 4 meses de vida útil. No entanto, foram coletados dados nas regiões e nas altitudes de perigeu durante este tempo. A nave reentrou na atmosfera cerca de um mês após a cessação da telemetria, em 12 de março de 1976. Para continuar as observações correlacionadas com a missão do AE-E, o AE-C foi reativado em 28 de fevereiro de 1976, para substituir o AE-D.